# Astragalus baionensis
Espèce
Classification phylogénétique
Astragalus baionensis, l’astragale de Bayonne, est une espèce de plantes à fleurs de la famille des Fabaceae. C'est un plante herbacée vivace présente en France dans quelques départements de la côte Atlantique.

## Description générale
L'astragale de Bayonne est une plante herbacée vivace de 10 à 40 cm. Tomenteuse-blanchâtre, sa tige est grêle. Ses feuilles sont imparipennées, avec 5 à 10 paires de folioles très petites, linéaires-oblongues. Ses fleurs (12 à 14 mm) d'un bleu pâle sont disposées en grappes courtes (3 à 8 fleurs par grappe). Leur calice poilu est tubuleux, non renflé, à dents triangulaires. Les graines sont regroupées dans des gousses pubescentes-blanchâtres de 8 à 10 mm.

## Écologie
L'astragale de Bayonne se rencontre dans les pelouses sabulicoles maritimes. En France, elle est recensée dans six départements de la côte Atlantique : les Pyrénées-Atlantiques, les Landes, la Gironde, la Charente-Maritime, le Finistère et le Calvados. Sa pollinisation est assurée par les insectes tandis que la dissémination de ses graines s'effectue par barochorie.

## Protections
L'astragale de Bayonne est protégée en France par arrêté du 20 janvier 1982.